# The Prize
|  | Aquest article tracta sobre el telefilm suec. Si cerqueu el llargmetratge dirigit per Robson, vegeu «El premi». |

The Prize és un telefilm de comèdia suec emès el 1986 per Sveriges Television i rodat en anglès sobre el Premi Nobel i els seus guanyadors. La pel·lícula va ser realitzada per la gent que hi havia darrere de Helt apropå i va rebre el premi Rose d'Or al Festival de Montreux (Suïssa) de 1987 i el "Premi Especial de la Ciutat de Montreux".